# Електричний чайник

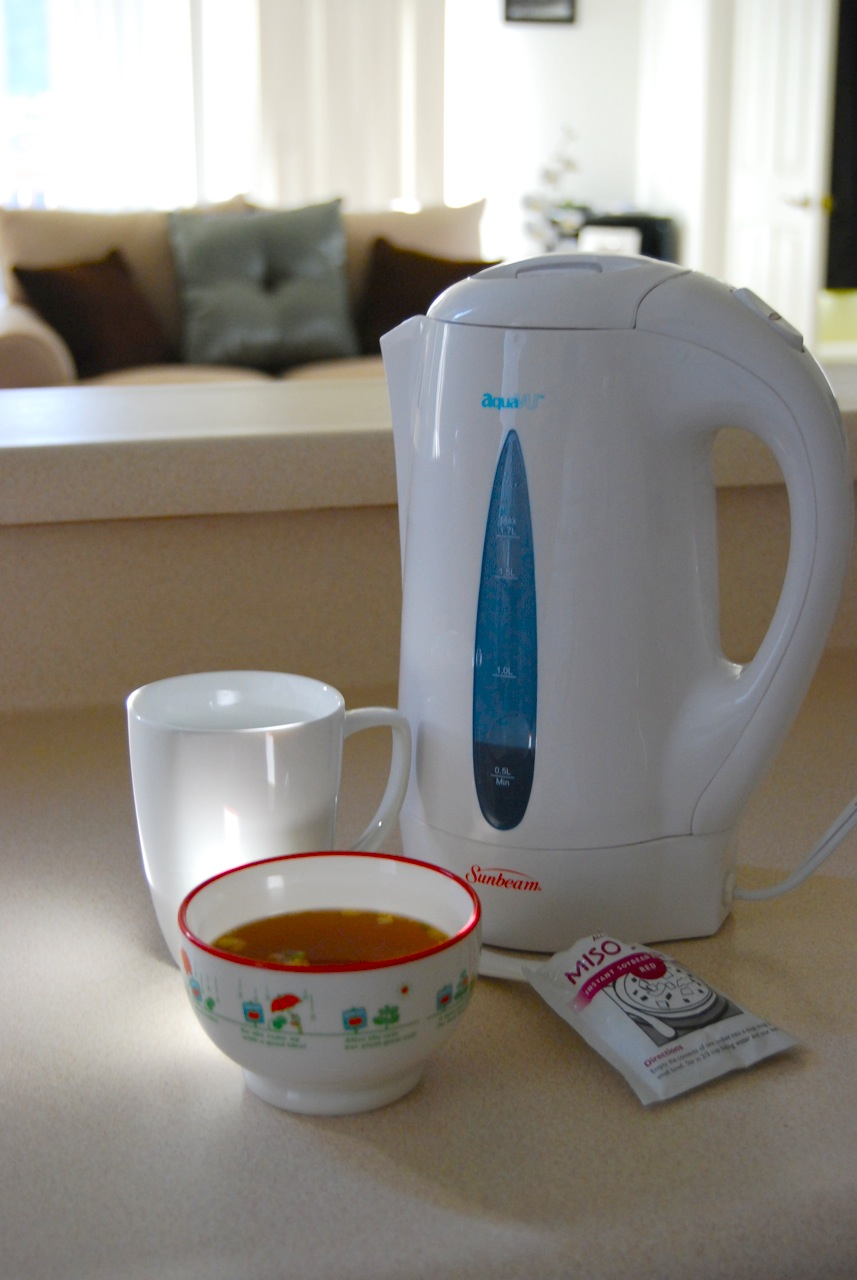
Електрочайник

Електричний чайник — прилад для нагрівання питної води, що працює на електриці. Являє собою чайник з розташованим всередині нагрівальним елементом. Звичайно як нагрівальний елемент використовується трубчастий електронагрівник.
Більшість сучасних електрочайників виготовляються з пластмаси, що дозволяє уникнути опіків при дотику до закипілого чайника, а також допомагає довше утримувати високу температуру води в ньому, у порівнянні з чайниками з металу. Крім того, вони мають автоматичний вимикач на основі біметалічної пластини, прозоре віконце для контролю рівня води (є не у всіх моделей) і контактну підставку, що дозволяє легко і швидко відключити чайник від живильного проводу.
В останні роки в продажу з'явилися енерго- і часоощадні чайники, які виконують швидке кип'ятіння тільки однієї чашки води, а не всього налитого в них обсягу води. Такі чайники дозволяють, за відповідних умов використання, заощадити до 65% електроенергії і до 90% часу в порівнянні з електрочайниками попереднього покоління. Також вони можуть оснащуватися фільтрами води.
Перші електричні чайники з'явилися наприкінці XIX — початку XX століття. В 1992 році в Японії почалося виробництво електрочайників-термосів (термопотів). В 1994 році в Ізраїлі з'явилися електрочайники з контактною підставкою і автоматичним відключенням.
З початку створення і донині електричні чайники не втратили свого призначення, а саме: нагрів води за рахунок трансформації електричної енергії в теплову. Якщо порівнювати старі і нові електричні чайники, то крім прямого призначення вони завжди були і предметом інтер'єру, згадати навіть перші електричні самовари, і кольорові чайники з пластмаси сьогодні.

## Види електричних чайників
Електричні чайники стали невід'ємною частиною сучасного побуту, забезпечуючи швидке та зручне кип'ятіння води для різноманітних потреб. Вони відрізняються не лише дизайном, але й функціональними можливостями.
У цьому розділі пропоную розглянути: основні види електричних чайників, їхні переваги та недоліки, а також на що варто звернути увагу при виборі цього корисного приладу.
Основні види електричних чайників:
1. скляний
2. пластиковий
3. металевий

1.1 Головною особливістю скляних електрочайників, є привабливий зовнішній вигляд. Виділяють низку переваг:

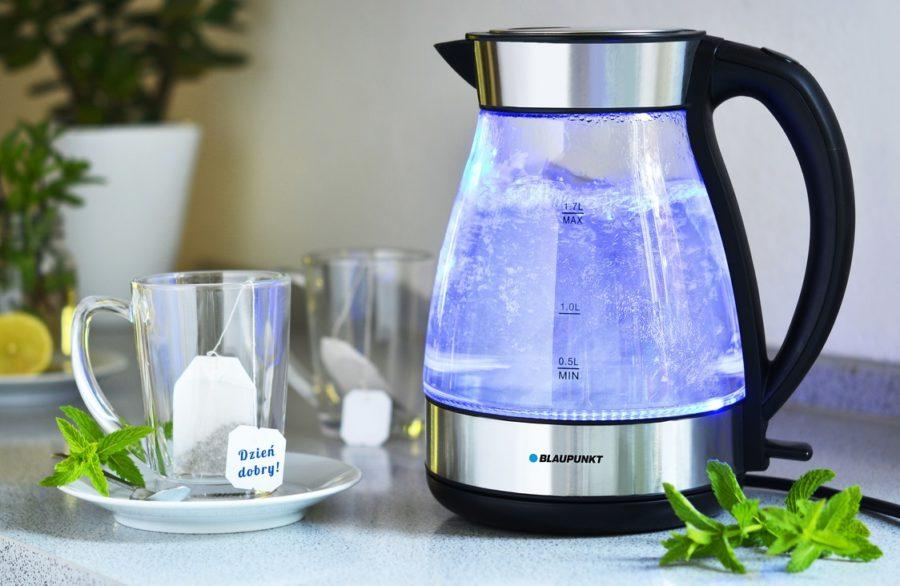
Чудовий приклад скляного електричного чайника, з підсвіткою.

- Екологічний матеріал, що не завдає шкоди здоров’ю.
- Хімічна інертність скла (відсутність реакцій).
- Можливість бачити склад води, наявність сміття чи осаду.
- Відсутність всмоктування забруднень.

Вода не набуває неприємного «металевого» присмаку, а скляна поверхня не вбирає бруд і накип, що дає змогу легко його відмити.
Додаткові функції -
- У деяких агрегатах є підсвічування. Вона допомагає користуватись вночі без освітлення, оскільки показує наповненість самостійно. Такий прилад може мати налаштування кольору та стати елегантним компонентом декору. Підсвічування може горіти постійно або включатись лише в процесі використання.

- Датчик відстежує кількість води всередині ємності. Якщо рівень не досягає належного, тумблер заблокує можливість включення. Це примітивний захист від пожежі, перегорання або інших несправностей.

2.2 Головною особливістю пластикових електрочайників, є стійкість до пошкоджень, і мала вага. Виділяють низку переваг:

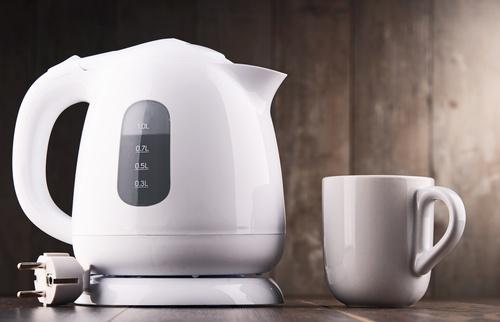
Пластиковий електрочайник, з прозорою шкалою.

- міцність товстої стінки до ударів та падінь;
- наявність прозорої шкали визначення рівня води;
- мала вага без наповнення;
- хороша теплоізоляція стін.

Якість багато в чому залежить від класу пластику. Для бюджетних моделей використовують помірно безпечні, наприклад поліпропілен. Відстежити його рівень можна за маркуванням РЄ (Це означає екологічність та відсутність шкоди здоров’ю).
У найдорожчих моделях техніки застосовують полікарбонат. Він високої якості та безпечний, тому маркувань не потребує.
До додаткових функцій належать:
- підсвічування у включеному або вимкненому стані;
- захист від активації без води або при відкритій кришці;
- автоматична підтримка температури, (як у мультиварках);
- самоочищення від накипу та інших забруднень.